# Chaeridiona metallica
Chaeridiona metallica es un insecto coleóptero de la familia Chrysomelidae.
Fue descrita científicamente en 1869 por Baly.